# Ernst von Rüchel
Ernst von Rüchel (21 de julio de 1754 - 14 de enero de 1823) fue un general prusiano que lideró un cuerpo de ejército en la aplastante derrota ante Napoleón en la Batalla de Jena el 14 de octubre de 1806. Comandó tropas del Reino de Prusia en varias batallas durante las guerras revolucionarias francesas en 1793 y 1794. Después ocupó varios puestos como diplomático e inspector militar. En 1806 durante las guerras Napoleónicas sostuvo un importante comando militar pero ha sido criticado por sus acciones en Jena. Herido, logró escapar del cerco francés, pero nunca más volvió a comandar tropas de combate.

## Inicios de su carrera
Rüchel nació el 21 de julio de 1754 en Ziezeneff en la Provincia prusiana de Pomerania (actual Cieszeniewo, Polonia).
Con el rango de Oberst (coronel), Rüchel luchó contra la Primera República Francesa durante la Guerra de la Primera Coalición. Durante el Sitio de Maguncia entre el 10 de abril y el 23 de julio de 1793, comandó una brigada consistente en los Batallones de fusileros Thadden y Legat y el Batallón de Granaderos Wolframsdorf. Después de ser promovido a Mayor General, dirigió el contingente prusiano durante la Segunda Batalla de Wissemburg en diciembre de 1793. La unidades bajo sus órdenes eran ocho batallones en los Regimientos de Infantería Kleist N.º 12, Wolframsdorf N.º 37, y Hertzberg N.º 47, dos compañías de cazadores (Jäger), tres escuadrones del Regimiento de Húsares Wolfradt N.º 6, una batería y media de artillería a caballo, y media batería a pie de 6-libras.
El 23 de mayo de 1794, Rüchel dirigió una columna en la victoria prusiana en la Batalla de Kaiserslautern. En esta ocasión lideró tres batallones de los Regimientos de Infantería Rüchel N.º 30 y Wolframsdorf, el Batallón de Fusileros Ernst N.º 19, tres compañías de cazadores (jäger) a pie, tres escuadrones del Regimiento de Húsares Eben N.º 2 y del Regimiento de Dragones Voss N.º 11, dos baterías de artillería a pie, y una batería de artillería a caballo. En la Paz de Basilea en 1795, los prusianos abandonaron la Primera Coalición para concentrar sus energías en la Tercera Partición de Polonia.

## 1806 y después
En 1806 Rüchel era el comandante en jefe del Regimiento de Infantería N.º 2. Durante la Guerra de la Cuarta Coalición, Rüchel recibió el mando del ejército más occidental de los tres ejércitos prusianos. Los otros dos ejércitos eran liderados por el Duque Carlos Guillermo Fernando de Brunswick y el Príncipe Federico Luis de Hohenlohe-Ingelfingen. A Principios de octubre, el ejército de Hohenlohe se reunió cerca de Rudolstadt y el de Brunswick en Erfurt. El ejército de Rüchel fue dividido entre Eisenach y Gotha con la división del Gran Duque Carlos Augusto de Sajonia-Weimar-Eisenach más al sur en Schmalkalden y el destacamento de Johann Friedrich von Winning en Vacha.

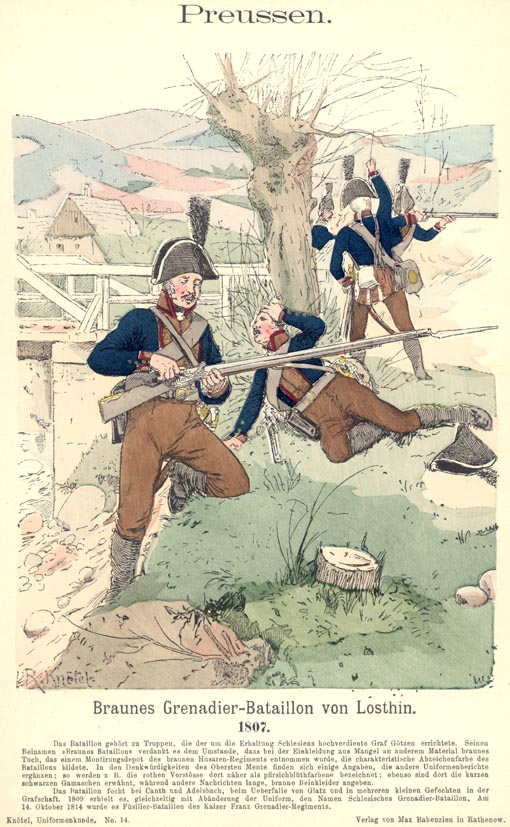
Granaderos prusianos de 1807.

El emperador Napoleón I de Francia empujó sus 180.000 hombres a través de Frankenwald, ganando la Batalla de Schleiz el 9 de octubre y la Batalla de Saalfeld el 10 de octubre. El alto mando prusiano concentró sus ejército en la margen occidental del río Saale. Planearon que Brunswick se moviera al norte hacia Halle, mientras que Hohenlohe cubriría su flanco oriental con la defensa de Jena. El 14 de octubre, el ejército de Brunswick corrió de frente ante el III Cuerpo de Louis Davout cerca de Auerstedt y fue claramente derrotado. Mientras, Napoleón cayó ante Hohenlohe en la Batalla de Jena con el grueso de su ejército. A Rüchel se le dijo que permaneciera en Weimar hasta que la división de Sajonia-Weimar llegara. Tomó su decisión militar de marchar con sus 15.000 tropas disponibles para asistir a Hohenlohe. Desafortunadamente, para cuando su cuerpo llegó, la batalla estaba perdida.
El historiador David G. Chandler argumentó que Rüchel fue injustamente criticado por su tardía aparición. Recibió noticias de la batalla a las 9:00 a. m. y abandonó su campo en Weimar inmediatamente. Sus tropas marcharon cinco kilómetros en una hora, después se desplegaron de columnas en columnas de pelotón con guardias en el flanco y la artillería lista. A las 10:30 a. m., recibió una nota engañosa de Hohenlohe diciendo que la batalla iba bien. Hacia mediodía Hohenolhe le envió otro mensaje pidiéndole asistencia inmediata. Justo antes que sus tropas alcanzaran Kapellendorf hacia la 1:00 p. m., un mensajero trajo noticias de que el Ejército prusiano había sido derrotado. Llevó a Rüchel un total de cuatro horas moverse 12 kilómetros, incluyendo el tiempo que llevó levantar el campamento; esto no era un paso lento para los estándares prusianos. Trajo 15.000 hombres y 40 piezas de artillería al campo de batalla. Todo junto, eran 25 escuadrones de cinco regimientos de caballería, tres compañías de cazadores jäger a pie, 14 batallones de mosqueteros de siete regimientos de infantería, cuatro batallones de fusileros, dos batallones de granaderos, tres baterías a pie, y dos baterías a caballo.
Christian Karl August Ludwig von Massenbach, jefe de Estado Mayor de Hohenlohe, dirigió a Rüchel para que se moviera al este desde Kapellendorf. Obedientemente, avanzó con su cuerpo a lo largo de Herressener Bach en orden escalonado, pero con ambos flancos al aire. Chandler apreció que la decisión insensata de atacar fue de Hohenlohe. Poco después de comprometerse en la batalla, Hohenlohe cabalgó para tomar el mando personal del cuerpo. Aunque el V Cuerpo francés del Mariscal Jean Lannes se detuvo en seco, la izquierda de Rüchel fue pronto rebasada por una de las divisiones del IV Cuerpo del Mariscal Nicolas Soult. Instruyendo a su caballería para cubrir una retirada, Rüchel ordenó a su infantería que retrocediera. Su caballería cayó bajo un terrible bombardeo de la artillería francesa y los regimientos se confundieron. En este momento, el Mariscal Joachim Murat dirigía la Reserva de la Caballería en la contienda, con una división de coraceros a la cabeza. Sin protección de la caballería, las tropas de Rüchel fueron arrolladas y enviadas a la retaguardia en una derrota irreparable.
Herido, Rüchel evitó por poco su captura durante las siguientes pocas semanas. Durante las maniobras que terminaron en la Batalla de Eylau el 7 y 8 de febrero de 1807, Rüchel comandó la guarnición prusiana de Königsberg con 4000 efectivos. En ese momento, Anton Wilhelm von L'Estocq lideraba una fuerza de campo prusiana de 9000 hombres.
Rüchel murió el 14 de enero de 1823 en Haseleu, Pomerania.